# استات نیکل (II)
استات نیکل(II) (به انگلیسی: Nickel(II) acetate) یک ترکیب شیمیایی با شناسه پاب‌کم ۹۷۵۶ است. شکل ظاهری این ترکیب، جامد سبز است.